# Kiss Me First
 (octobre 2019).
Si vous disposez d'ouvrages ou d'articles de référence ou si vous connaissez des sites web de qualité traitant du thème abordé ici, merci de compléter l'article en donnant les références utiles à sa vérifiabilité et en les liant à la section « Notes et références ».
Kiss Me First, ou Prends ma vie au Québec, est une série télévisée britannique en six épisodes de 47 minutes, diffusée du 2 avril au 7 mai 2018 sur Channel 4, puis à l'international sur Netflix le 29 juin 2018.

## Synopsis
Leila Evans est une jeune fille de 17 ans qui vient d'enterrer sa mère gravement malade et qui est accro à un jeu jeu de rôle en ligne massivement multijoueur intitulé Azana. Son avatar, Shadowfax accède à une zone étrange du jeu, en suivant un avatar intrigant. Elle y fait la connaissance de plusieurs avatars de joueurs qui se déclarent différents et ne viennent là que pour discuter : Adrian, Mania, Tippi, Jocasta, Force, Calumny et Denier.
Rapidement, elle rencontre dans la vie réelle Tess, dont l'avatar est Mania, puis elle se rend compte qu'Adrian joue un jeu trouble : il s'isole régulièrement avec certains avatars. Les soupçons de Leila sont confirmés quand Calumny puis Denier meurent dans le jeu et leurs joueurs également dans la vrai vie. Elle décide alors de combattre Adrian et de sauver malgré elle Tess…

## Fiche technique
- Titre : Kiss Me First
- Pays d'origine : Royaume-Uni
- Date de première diffusion : 2018
- Chaîne : Netflix

## Distribution
- Tallulah Haddon (en) (VF : Julia Boutteville) : Leila
- Simona Brown (VF : Florine Orphelin) : Mania
- Matthew Beard (VF : Arnaud Laurent) : Adrian
- Freddie Stewart (VF : Fred Colas) : Force
- Matthew Aubrey (VF : Romain Altché) : Jonty (5 épisodes)
- Haruka Abe (VF : Flora Kaprielian) : Tippi (5 épisodes)
- Geraldine Somerville (VF : Constance Syl) : Ruth Palmer (4 épisodes)
- Ben Chaplin : Beam (1 épisode)
- Zoe Telford (VF : Anne-Charlotte Piau) : Tracey (1 épisode)
- April Pearson (VF : Virginie Hénocq) : Polly (1 épisode)

 Source et légende : version française (VF) sur RS Doublage

## Épisodes
1. Elle a fait quelque chose (She Did Something)
2. Que ça s'arrête (Make It Stop)
3. Je vais dérailler (Off the Rails)
4. On ne peut pas compter sur les amis (Friends Let Us Down)
5. La sorcière arrive (The Witch Is Coming)
6. Là d'où tu venais (You Can Never Go Home)